# خاتم الحكيم الهندي
خاتم الحكيم الهندي هو الجزء الحادي والستون من سلسلة روايات أسرار نانسي درو. نُشر لأول مرة عام 1981 تحت الاسم المستعار كارولين كين. في حين أن الكاتبة الحقيقية لهذا الجزء هي نانسي أكسلراد.
استُوحي من الرواية مسرحية بعنوان نانسي درو وخاتم الحكيم الهندي، ألَّفتها لورا شاماس ونُشرت عام 1982.

## ملخص الرواية
تكتشف نانسي درو أن ضحية فقدان الذاكرة تحمل خاتمًا هندوسيًا ملكيًا، تزداد عزمًا على استخدام مهاراتها في التحري لمعرفة هويته. وفي الوقت نفسه، تعمل على حل لغز آخر يتعلق بعازفة قيثارة جميلة.